# Lutherkirche (Wiesbaden)

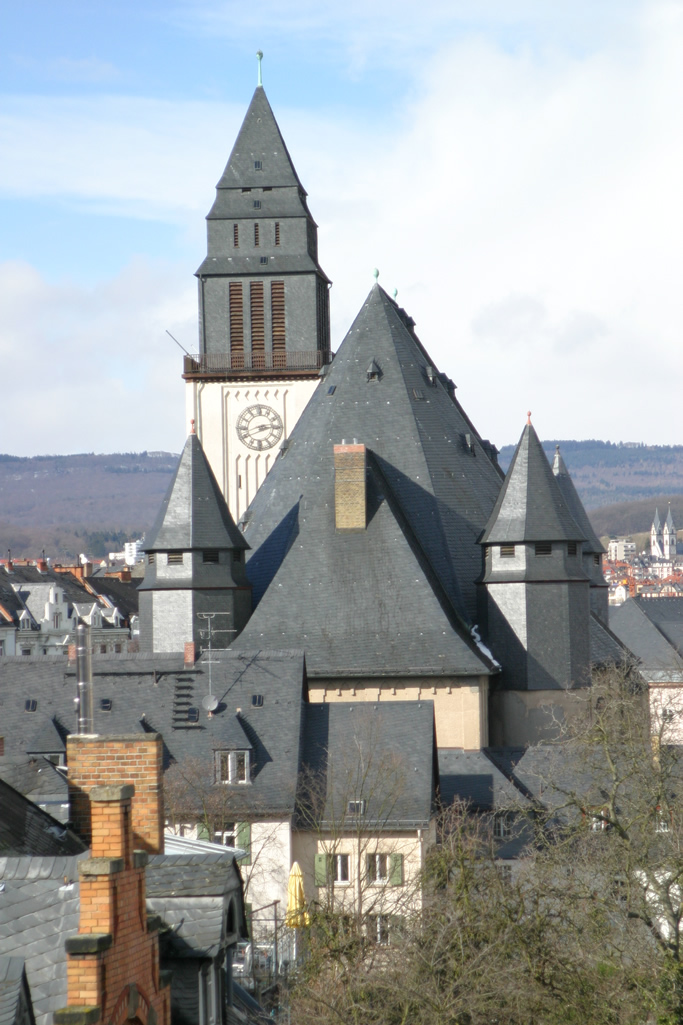
Die Lutherkirche mit ihrem 50 m hohen Turm

Die Lutherkirche ist eine evangelische Kirche in der hessischen Landeshauptstadt Wiesbaden, die von 1908 bis 1910 in den Formen des Jugendstils und nach den Grundsätzen des Wiesbadener Programms errichtet wurde. Die Kirchengemeinde gehört zum Dekanat Wiesbaden der Propstei Rhein-Main der Evangelischen Kirche in Hessen und Nassau.

## Geschichte
Die Einweihung der Wiesbadener Ringkirche lag gerade neun Jahre zurück, als sich 1903 die evangelische Gesamtgemeinde der Stadt aufgrund der starken Zunahme der Einwohnerzahl entschloss, nach der Marktkirche, der Bergkirche und der Ringkirche eine vierte Kirche zu bauen. Da man mit den Bauformen des Wiesbadener Programms bei der Ringkirche sehr gute Erfahrungen gemacht hatte, wurde es dem 1905 ausgeschriebenen Architekturwettbewerb zu Grunde gelegt. An dem Wettbewerb nahm auch Johannes Otzen teil, der Architekt der Berg- und der Ringkirche sowie Mitautor des Wiesbadener Programms. Im Preisgericht saßen die reichsweit bekannten Architekten Hermann Eggert und Franz Schwechten, der 1901–1906 in Wiesbaden tätige preußische Baubeamte Richard Saran und der Pfarrer Emil Veesenmeyer, der zusammen mit Johannes Otzen das Wiesbadener Programm entwickelt hatte.

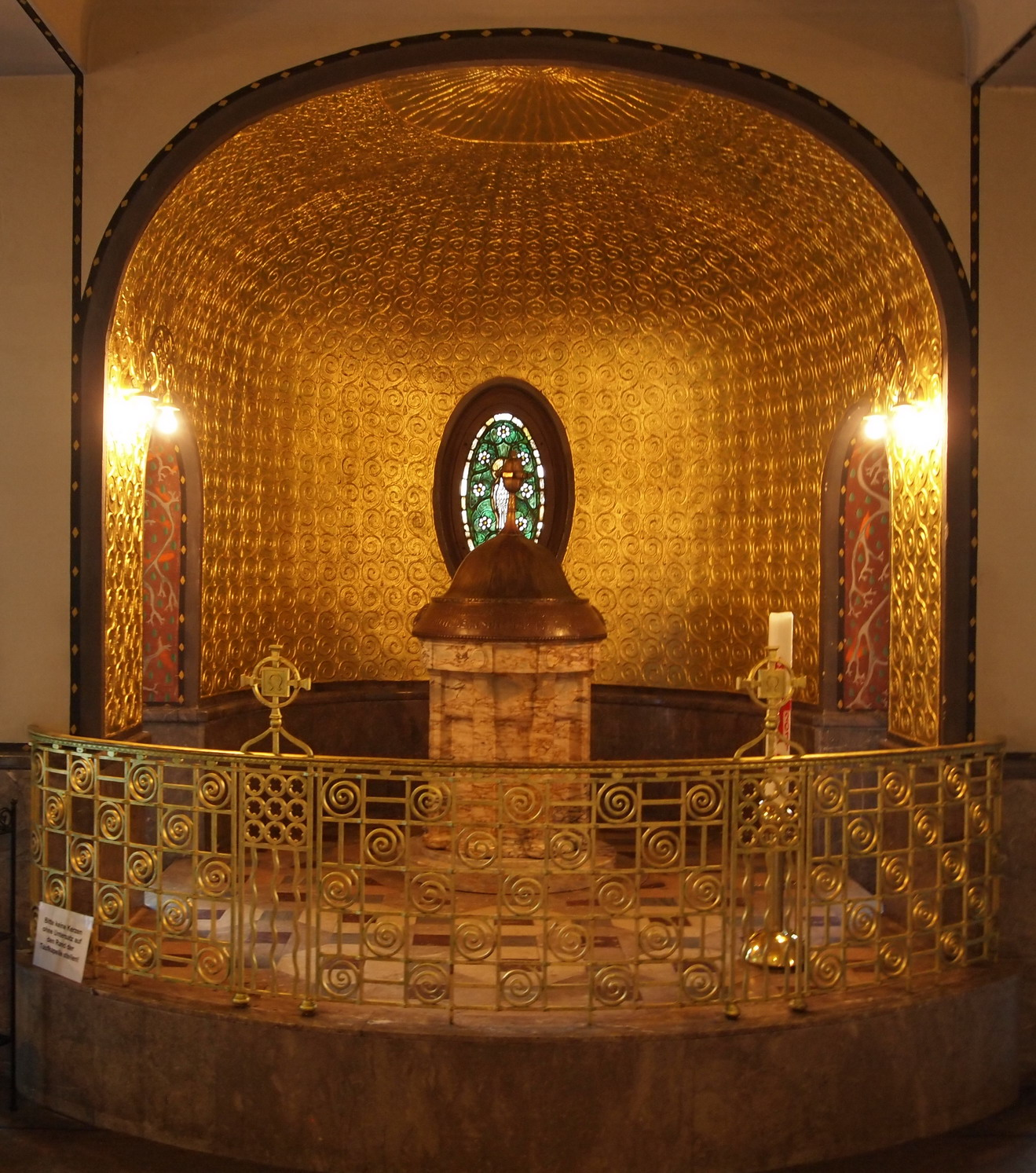
Taufkapelle im Vorraum der Lutherkirche

Nachdem die drei besten Entwürfe von ihren Verfassern nochmals überarbeitet wurden, entschied sich die Gemeinde schließlich am 8. Juni 1906 für denjenigen des Architekten Friedrich Pützer, der seit 1900 an der Technischen Hochschule Darmstadt lehrte.

„Der Grundriss dieses Entwurfs ist neuartig und verspricht eine außerordentlich schöne Innenwirkung, aller Wahrscheinlichkeit nach auch eine gute Akustik. Das Äußere zeigt eine originelle und ansprechende Gesamterscheinung und lässt sich mit geringen Änderungen der ortseinheimischen Bauweise noch mehr, als wie bereits mit Glück geschehen ist, anpassen. Insbesondere bedarf die Turmendigung einer Änderung, welche sich ohnehin bei der weiteren konstruktiven Durcharbeitung als notwendig ergeben wird. [...] Der Entwurf erzielt mit verhältnismäßig geringen Mitteln eine große architektonische Wirkung und wird als ein bedeutsamer Schritt auf dem Wege zur Weiterentwicklung des protestantischen Kirchenbaus angesehen werden können.“

Der ursprünglich für Juli 1907 angesetzte Baubeginn verschob sich etwas: Erster Spatenstich war am 28. August 1908, Grundsteinlegung am 1. November 1908; die Einweihung schließlich fand an Weihnachten 1910 statt.

## Architektur

### Äußeres

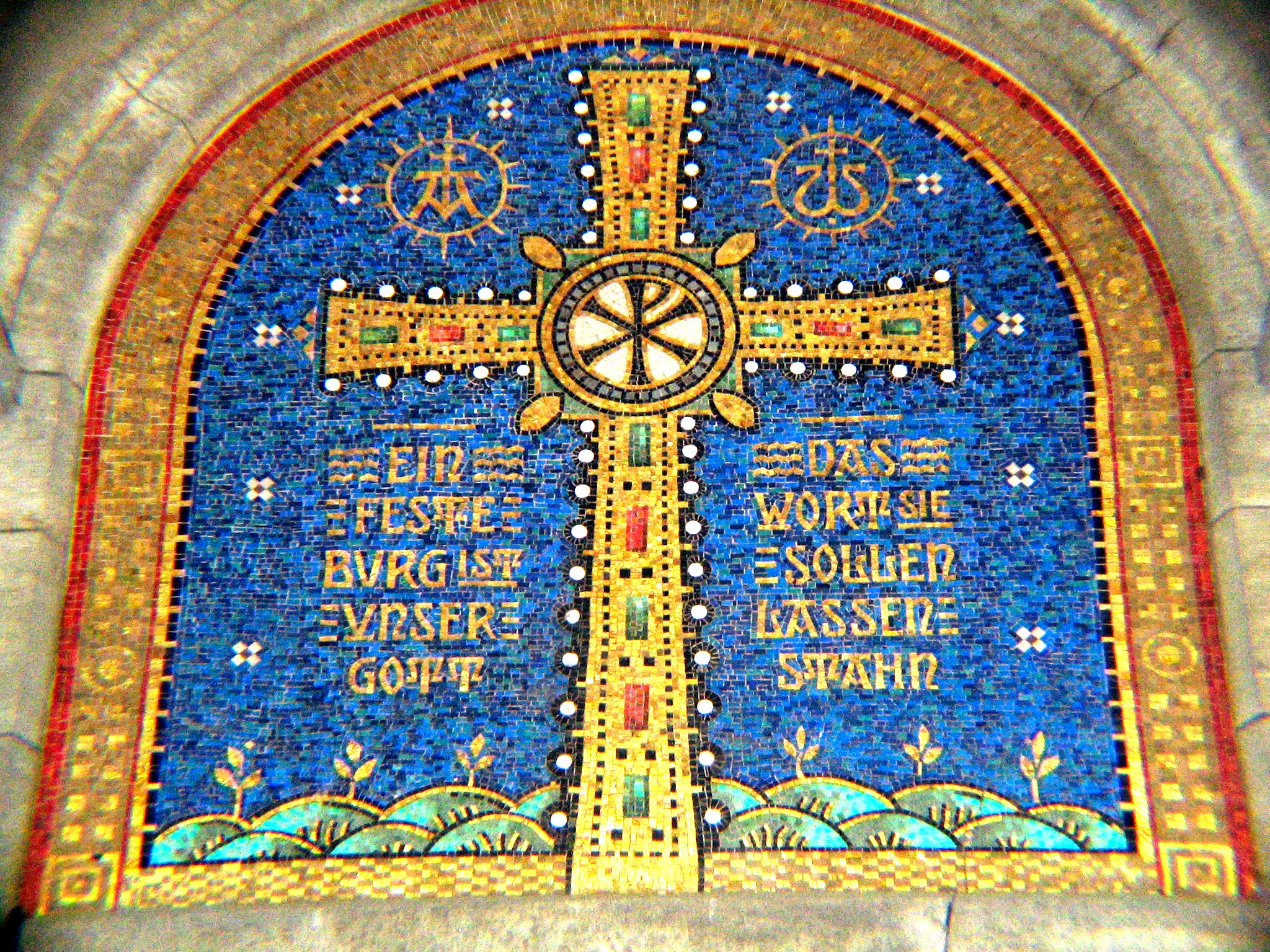
Kreuz Lutherkirche Wiesbaden

Die Lutherkirche steht am Wiesbadener Gutenbergplatz, in unmittelbarer Nähe der Ringstraße. Sie ist mit einer weißen Putzfassade versehen. Herausragende Merkmale sind der 50 m hohe Turm sowie das großflächige Kirchendach von 20 m Höhe, das sich bis zum First in Höhe von 37 m erhebt, den Dachstuhl bildet eine viel beachtete Stahlkonstruktion. Durch seine Lage auf einer Anhöhe innerhalb der Wiesbadener Innenstadt kommen diese Elemente städtebaulich besonders zur Geltung.
Im Tympanon über dem Haupteingang ist ein Kreuzmosaik zu sehen, das mit zwei Kernsätzen aus Martin Luthers Kirchenlied Ein feste Burg ist unser Gott verziert ist: Ein feste Burg ist unser Gott und Das Wort sie sollen lassen stahn. Im Kreuz ist das Christusmonogramm zu sehen, links und rechts über dem Kreuz die beiden griechischen Buchstaben Alpha und Omega als Zeichen, dass Jesus Christus Anfang und Ende der Welt und allen Seins ist (vgl. Offenbarung des Johannes 22,13).
Zusammen mit den beiden Pfarrhäusern (Mosbacher Straße 4 und Sartoriusstraße 14) bildet die Lutherkirche ein einheitliches architektonisches Ensemble.

### Inneres
Der Innenraum der Lutherkirche wurde nach den Regeln des Wiesbadener Programms konzipiert, das besagt, dass die drei Elemente des Gottesdienstes – Altar (Abendmahl), Kanzel (Predigt) und Orgel (Musik) – zentral übereinander anzuordnen seien; die Gottesdienstteilnehmer umgeben diese drei Elemente halbkreisförmig.
Die Kirche hat 1200 Sitzplätze. Über ihnen spannt sich über vier Säulen ein Kreuzrippengewölbe. Der Innenraum hat die Form einer längsgerichteten Ellipse mit einem leichten Gefälle zum Altarraum hin. Die Jugendstil-Ornamentik schmückt die Holzvertäfelung der Wände, die Decke und die Empore. Sämtliche Farbverglasungen, die Ausmalung und das Bild für die Brauttreppe schuf 1911 Otto Linnemann (Frankfurt), zahlreiche Unterlagen hierzu befinden sich im Linnemann-Archiv. Dem Kirchenraum vorgelagert sind ein Vorraum und eine Vorhalle. Daneben gibt es weitere Räume, darunter auch einen mittelgroßen Gemeindesaal.

## Orgeln und Kirchenmusik

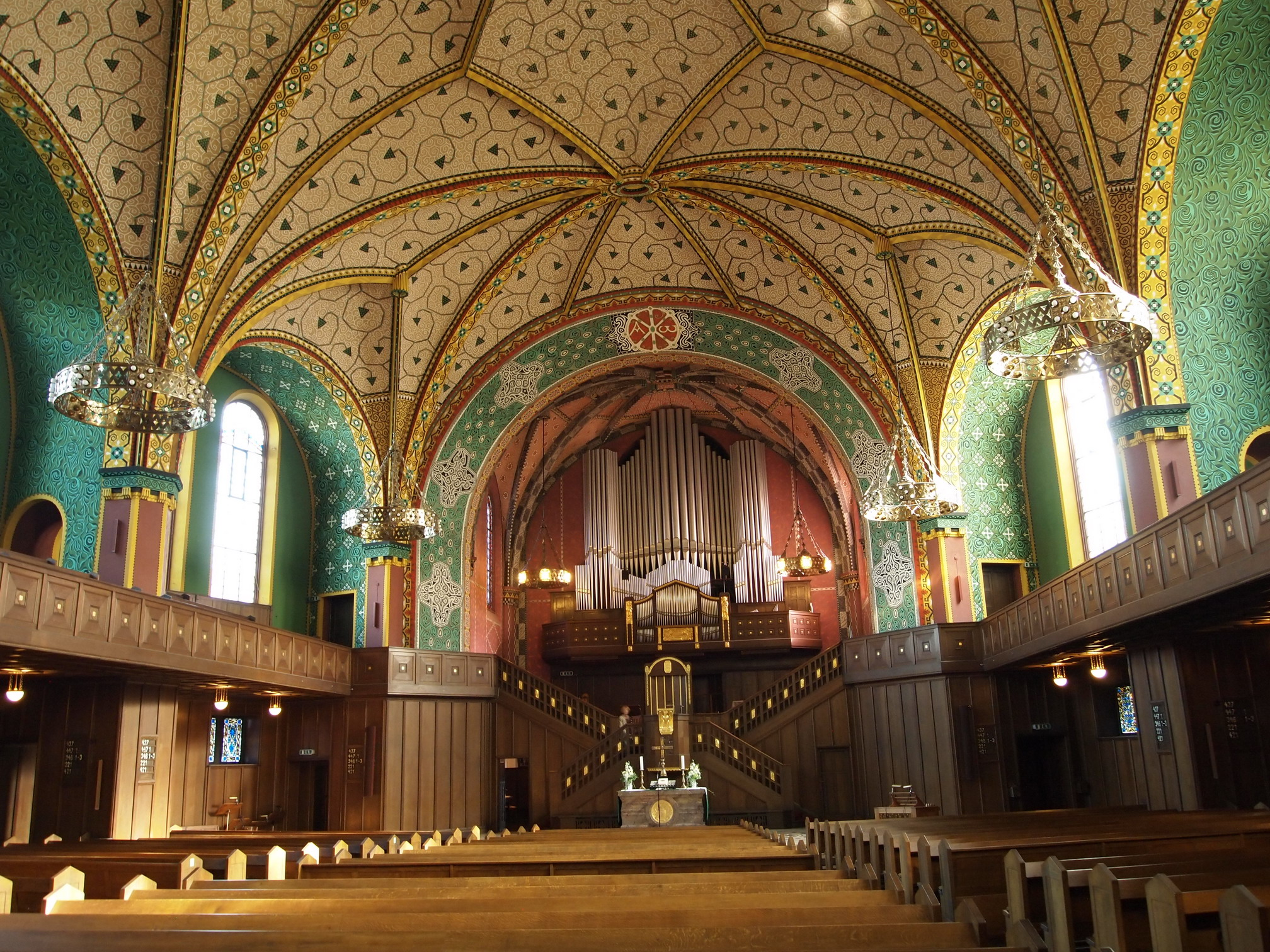
Kirchenraum mit Blick auf die Orgel

In der Kirche befinden sich drei Instrumente: Zum einen eine dreimanualige Orgel in romantischer Disposition, die 1911 von der Orgelbauwerkstatt E. F. Walcker & Cie. erbaut wurde und zum Wiesbadener Programm gehört. Da es 1911 noch keine oxydationsgeschützten Elektrokontakte gab, wurde das Hauptwerk mit einem Hilfsspieltisch mit pneumatischer Traktur ausgestattet.
Mitte der 1970er Jahre war diese Orgel in einem so desolaten Zustand, dass man sich für die Installation einer zusätzlichen neuen Orgel entschied. Nach Restaurierung der Walcker-Orgel in den 1980er Jahren verfügt die Kirche damit über zwei große Orgeln. Weiterhin existiert im Altarraum eine kleine Truhenorgel, die 1984 von Georg Jann (Regensburg) erbaut wurde und über 4 1⁄2 Register verfügt.
Mit dieser Ausstattung und ihrer guten Akustik ist die Kirche eines der kirchenmusikalischen Zentren der hessischen Landeshauptstadt und Heimat des Wiesbadener Bachchors sowie der Evangelischen Singakademie Wiesbaden.

### Klais-Orgel
Der Auftrag zum Bau einer neuen Orgel auf der rückwärtigen Empore über Eingang ging an die Orgelmanufaktur Klais in Bonn. Die neue Klais-Orgel wurde 1979 eingeweiht. Wie die Walcker-Orgel hat sie drei Manuale und Pedal. Sie verfügt über 44 Register und hat mechanische Spieltrakturen und elektrische Registertrakturen.
| I Rückpositiv C–a3 |       |
| Holzgedackt        | 8′    |
| Quintade           | 8′    |
| Principal          | 4′    |
| Rohrflöte          | 4′    |
| Octave             | 2′    |
| Waldflöte          | 2′    |
| Larigot            | 1 ⁄3′ |
| Sesquialtera II    | 2 ⁄3′ |
| Scharff IV         | 2⁄3′  |
| Holzregal          | 16′   |
| Cromorne           | 8′    |
| Tremulant          |       |

| II Hauptwerk C–a3 |       |
| Bourdon           | 16′   |
| Principal         | 8′    |
| Spitzflöte        | 8′    |
| Bifaria           | 8′    |
| Octave            | 4′    |
| Holztraverse      | 4′    |
| Superoctave       | 2′    |
| Cornet V          | 8′    |
| Mixtur V          | 1 ⁄3′ |
| Trompete          | 16′   |
| Trompete          | 8′    |

| III Schwellwerk C–a3 |        |
| Rohrflöte            | 8′     |
| Gamba                | 8′     |
| Vox coelestis        | 8′     |
| Fugara               | 4′     |
| Blockflöte           | 4′     |
| Nasard               | 2 ⁄3′  |
| Octavin              | 2′     |
| Terz                 | 1 3⁄5′ |
| Sifflet              | 1′     |
| Plein jeu IV         | 2′     |
| Hautbois             | 8′     |
| Clairon harmonique   | 4′     |
| Tremulant            |        |

| Pedal C–f1    |         |
| Principalbass | 16′     |
| Subbass       | 16′     |
| Quintbass     | 10 2⁄3′ |
| Octave        | 8′      |
| Spielflöte    | 8′      |
| Tenoroctave   | 4′      |
| Rohrpfeife    | 2′      |
| Hintersatz IV | 2 ⁄3′   |
| Posaune       | 16′     |
| Trompete      | 8′      |

- Koppeln: II/I, III/I, III/II, I/P, II/P, III/P

### Walcker-Orgel
Anschließend wurde die ursprüngliche Jugendstil-Ausmalung des Innenraums wieder hergestellt. In diesem Zusammenhang beschloss man in Zusammenarbeit mit dem Denkmalschutz, auch die alte Walcker-Orgel aus dem Jahr 1911 als Denkmal für den spätromantischen Orgelbau komplett zu restaurieren. Die Schirmherrschaft übernahmen die Bundesrepublik Deutschland und das Land Hessen, die Restaurierung erfolgte 1986–1987 durch die Orgelmanufaktur Klais. Die Orgel wurde 1987 wieder eingeweiht. Sie hat 46 Register, die Spiel- und Registertrakturen arbeiten elektrisch.
| I Hauptwerk C–a3 |       |
| Bordun           | 16′   |
| Principal        | 8′    |
| Viola di Gamba   | 8′    |
| Flauto major     | 8′    |
| Gemshorn         | 8′    |
| Gedeckt          | 8′    |
| Octav            | 4′    |
| Rohrflöte        | 4′    |
| Octav            | 2′    |
| Mixtur III       | 2 ⁄3′ |
| Cornett III-VIII | 8′    |
| Trompete         | 8′    |

| II Seitenwerk C–a3   |       |
| Gedeckt              | 16′   |
| Geigenprincipal      | 8′    |
| Salicional           | 8′    |
| Rohrflöte            | 8′    |
| Viola                | 8′    |
| Fugara               | 4′    |
| Flauto dolce         | 4′    |
| Doublette            | 2′    |
| Harmonia aetheria IV | 2 ⁄3′ |
| Klarinette           | 8′    |

| III Schwellwerk C–a3 |     |
| Quintatön            | 16′ |
| Principal            | 8′  |
| Echo Gamba           | 8′  |
| Lieblich Gedeckt     | 8′  |
| Flauto dolce         | 8′  |
| Spitzflöte           | 8′  |
| Quintatön            | 8′  |
| Aeoline              | 8′  |
| Voix celeste         | 8′  |
| Viola                | 4′  |
| Traversflöte         | 4′  |
| Flautino             | 2′  |
| Mixtur III-IV        | 2′  |
| Basson               | 16′ |
| Oboe                 | 8′  |
| Trompette harm.      | 8′  |
| Clairon              | 4′  |
| Tremulant            |     |

| Pedal C–f1  |         |
| Principal   | 16′     |
| Violonbass  | 16′     |
| Subbass     | 16′     |
| Gedecktbass | 16′     |
| Quinte      | 10 2⁄3′ |
| Flötenbass  | 8′      |
| Cello       | 8′      |
| Choralbass  | 4′      |
| Rohrflöte   | 4′      |
| Posaune     | 16′     |
| Trompete    | 8′      |

- Koppeln:
  - Normalkoppeln: II/I, III/I, III/II, I/P, II/P, III/P
  - Suboktavkoppeln: III/I
  - Superoktavkoppeln: III/I, III/P